# Evre (Hardillon)
Die Evre (manchmal auch Èvre oder Évre geschrieben) ist ein Bach im Nordosten von Frankreich, der in den Départements Meuse und Marne der Region Grand Est östlich der Stadt Châlons-en-Champagne verläuft.

## Geografie

### Verlauf
Die Evre entspringt unter dem Namen Marque im Gemeindegebiet von Èvres, entwässert mit einem Bogen über Süd generell in westlicher Richtung und mündet nach rund 14 Kilometern im Gemeindegebiet von Éclaires als linker Nebenfluss in den Hardillon. Im Quellgebiet quert die Evre die Bahnstrecke LGV Est européenne.

### Orte am Fluss
(Reihenfolge in Fließrichtung)
- Èvres
- Seuil-d’Argonne
- Éclaires